# Singasari (Jonggol)
Singasari is een bestuurslaag in het regentschap Bogor van de provincie West-Java, Indonesië. Singasari telt 10.031 inwoners (volkstelling 2010).